# Горизонтальное и вертикальное письмо в языках Восточной Азии

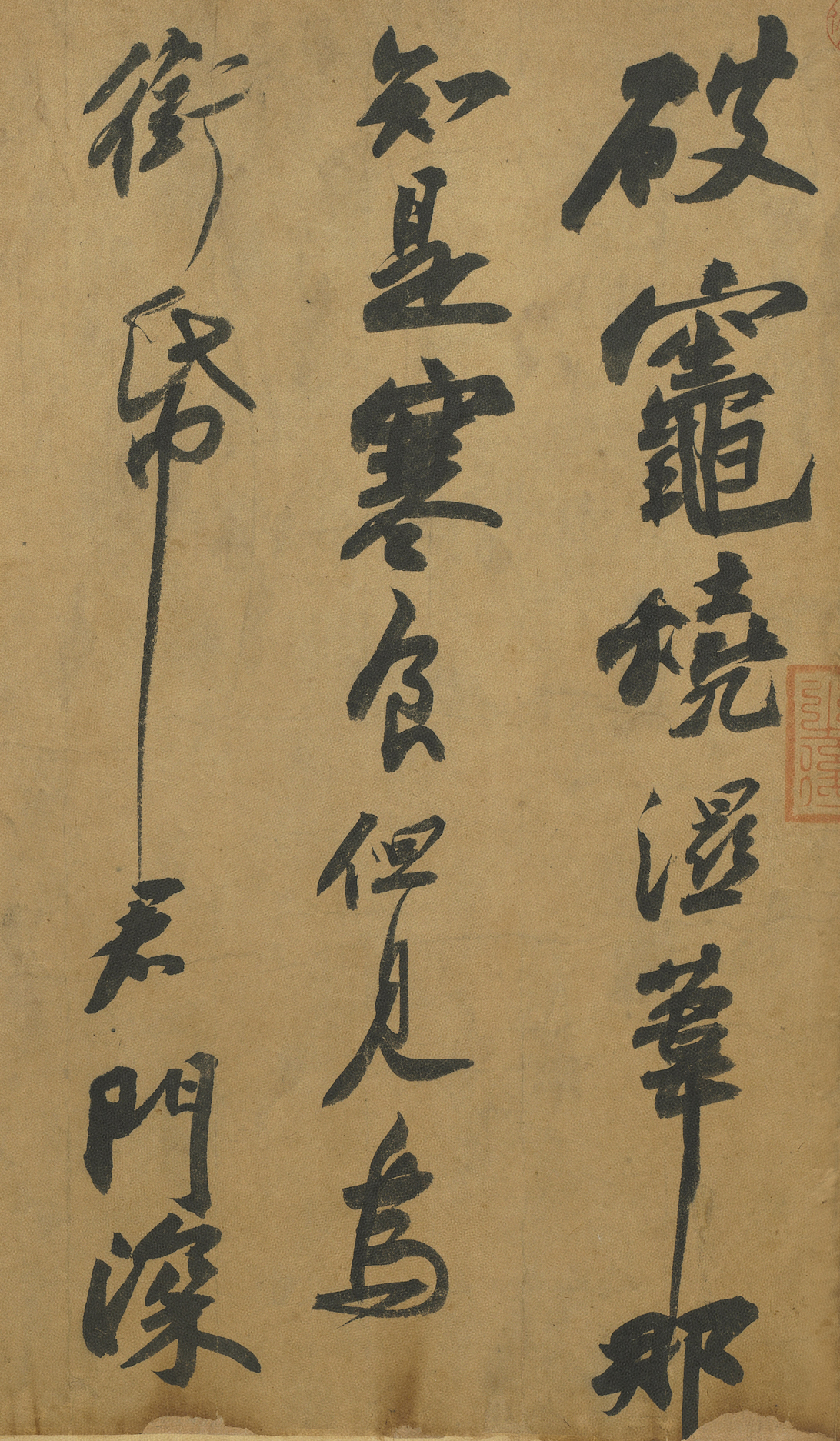
Каллиграфия Су Ши. Читается по колонкам справа налево.

Письмо многих языков Восточной Азии допускает как вертикальные, так и горизонтальные строки. Китайское, японское и корейское письма состоят из отдельных слоговых символов, каждый из которых занимает отдельный квадратный блок места. Традиционные письменности, родственные старомонгольской (тодо-бичиг и маньчжурское письмо) пишутся только вертикально.
Горизонтальное письмо называется (кит. трад. 橫排, упр. 横排, пиньинь héngpái, палл. хэнпай) по-китайски; ёкогаки (яп. 横書き) или ёкогуми (яп. 横組み) по-японски; кароссыги (кор. 가로쓰기?, 橫書?) или хинсо (кор. 횡서?, 橫書?) по-корейски; виет нан (вьет. viết ngang, тьы-ном 曰昂) по-вьетнамски.
Вертикальное письмо, соответственно, носит названия шупай (кит. трад. 竪排, упр. 竖排, пиньинь shùpái) по-китайски; татэгаки (яп. 縦書き) или татэгуми (яп. 縦組み) по-японски; сероссыги (кор. 세로쓰기?, 縱書?) или чонсо (кор. 종서?, 縱書?) по-корейски; виет док (вьет. viết dọc, тьы-ном 曰𫆡) по-вьетнамски.
Древние китайские, корейские и японские тексты записывались в вертикальные колонки, идущие справа налево. Порядок написания черт в иероглифах (ханьцзы, кандзи, ханча и тьы-ном) предполагает именно такое ориентирование текста. Вертикально писали на горизонтальных свитках, постепенно разворачивая его левую часть. Сегодня указанные языки чаще пользуются горизонтальным письмом слева направо. Переход на это направление письма осуществлялся в XIX—XX веках под влиянием европейских языков.

## Различия при письме

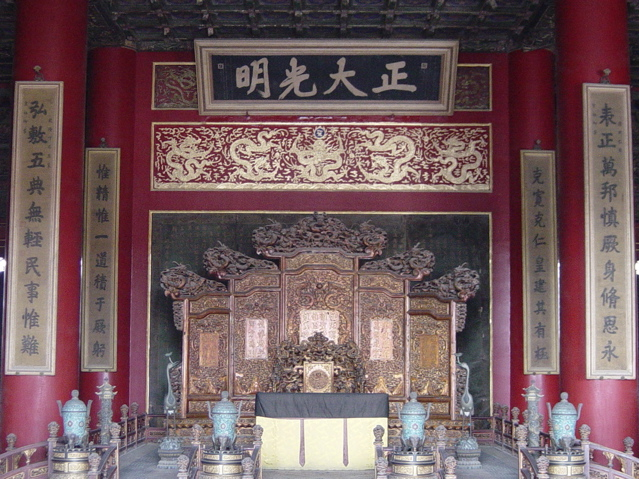
Императорский трон в Запретном городе в Пекине. На табличке наверху написано «正大光明» справа налево, а на остальных табличках текст ориентирован вертикально.

Орфография при вертикальном письме немного различается. В горизонтально написанном тексте обычно пользуются арабскими, а в вертикальном — китайскими цифрами. Относительное расположение знаков препинания в вертикальном и горизонтальном тексте также различается: запятые и точки в вертикальном письме располагаются в верхнем правом углу условного квадрата, в который вписывают иероглифы, а в горизонтальном — в нижнем левом. Тире, скобки, вопросительный и восклицательный знаки, одоридзи и тёон поворачиваются при вертикальном написании на 90°.
Книги, в которых используется горизонтальное письмо, печатаются в привычном европейцам формате: обложка открывается справа налево. Вертикально написанные книги печатаются иначе: обложка открывается слева направо.
Мелкие надстрочные символы, например, японская фуригана или тайваньский чжуинь, указывающие чтение иероглифов, следуют направлению основного текста. В примере ниже фуригана приведена зелёным цветом.
| 漢 | か ん |
| 字 | じ    |

| かん | じ |
| 漢   | 字 |

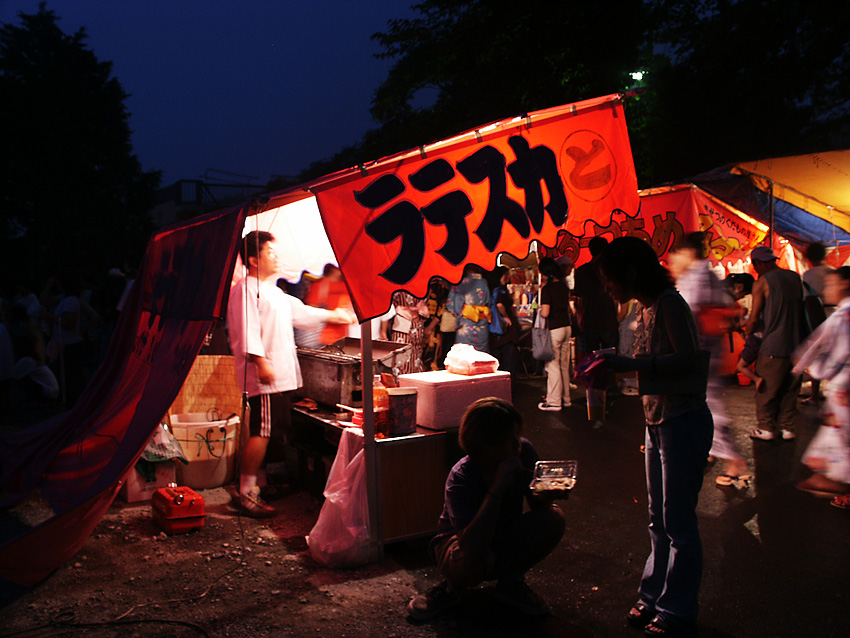
Фестивальная палатка в Хаконе. Слово кастелла (カステラ) написано справа налево.

Если в вертикальном тексте встречается неиероглифический текст, его печатают горизонтально или переворачивают так, чтобы низ букв был слева.

### Горизонтальное письмо справа налево
Горизонтальное письмо раньше использовалось только при необходимости поместить буквы в горизонтальную линию, например, на вывесках. Горизонтальное письмо справа налево, таким образом, это просто вертикальное письмо, в котором колонки состоят из единственного символа.
Сегодня такое направление письма используется редко под влиянием европейских языков из-за трудностей с компьютерной поддержкой. Однако знаки и вывески зачастую пишут справа налево для придания оттенка архаичности и традиционности.

## История

### Китай
Первой печатной книгой c китайским текстом, набранным горизонтально, стал многотомный «Словарь китайского языка» Роберта Моррисона, опубликованный в 1815—1823 в Макао. Первое широко известное периодическое издание, использовавшее горизонтальные строчки, — журнал «Кэсюэ» (кит. трад. 科學, упр. 科学, пиньинь kēxué, буквально: «Наука»). В первом номере за январь 1915 года помещено объяснение:

Оригинальный текст (кит.)本雜誌印法，旁行上左，並用西文句讀點之，以便插寫算術及物理化學諸程式，非故好新奇，讀者諒之。
Этот журнал напечатан слева направо и в нём используется западная пунктуация. Такой формат облегчает введение в текст математических и физических формул, а не избран в целях погони за модой. Мы просим прощения у наших читателей.
— 科學

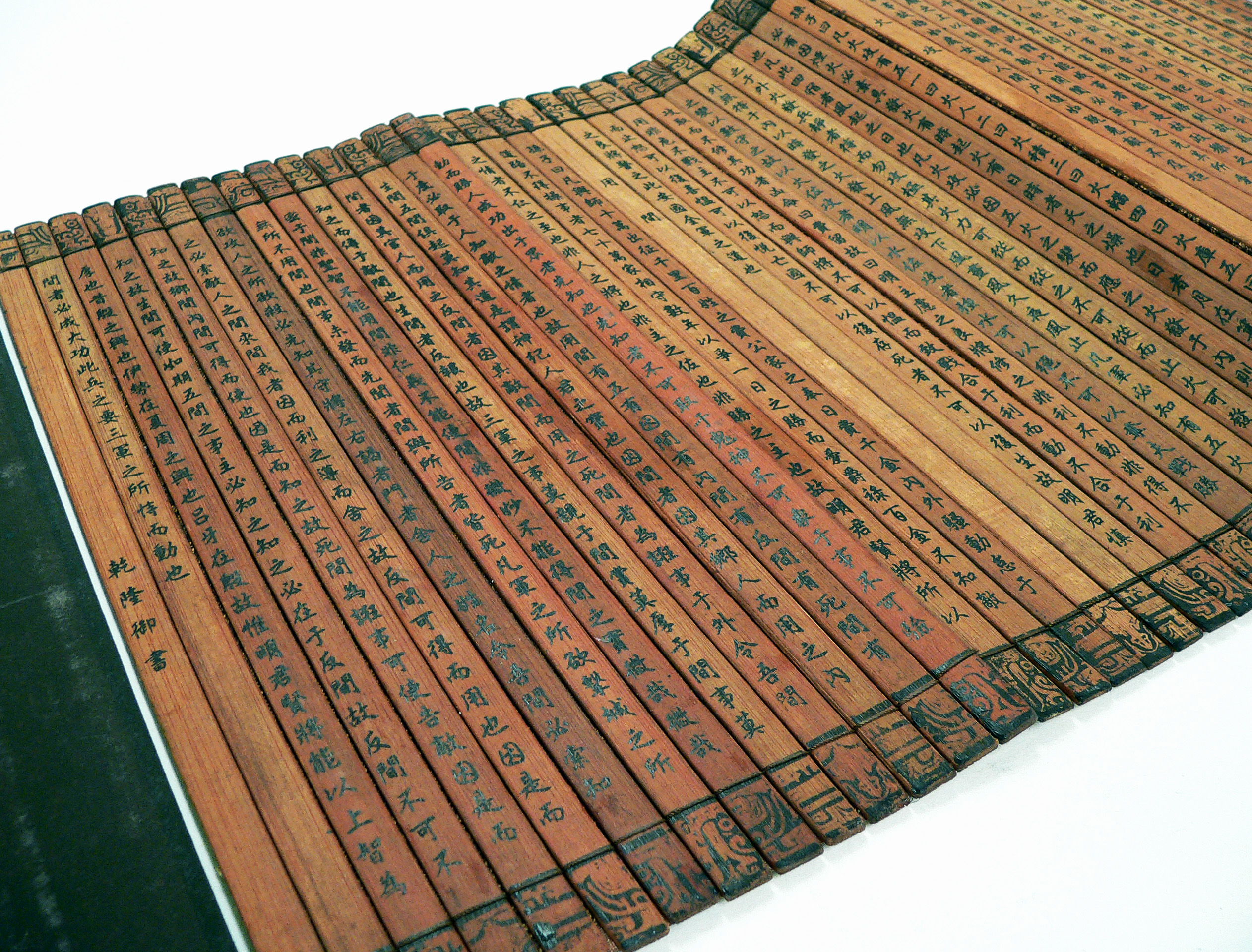
Развёрнутая бамбуковая книга, на которую нанесён вертикальный текст.

В следующие десятилетия в печати встречалось всё больше слов европейских языков (в основном, английского), и читатели оценили удобство горизонтального текста, не требующего постоянного вращения листа с текстом. Это ускорило принятие горизонтального письма.

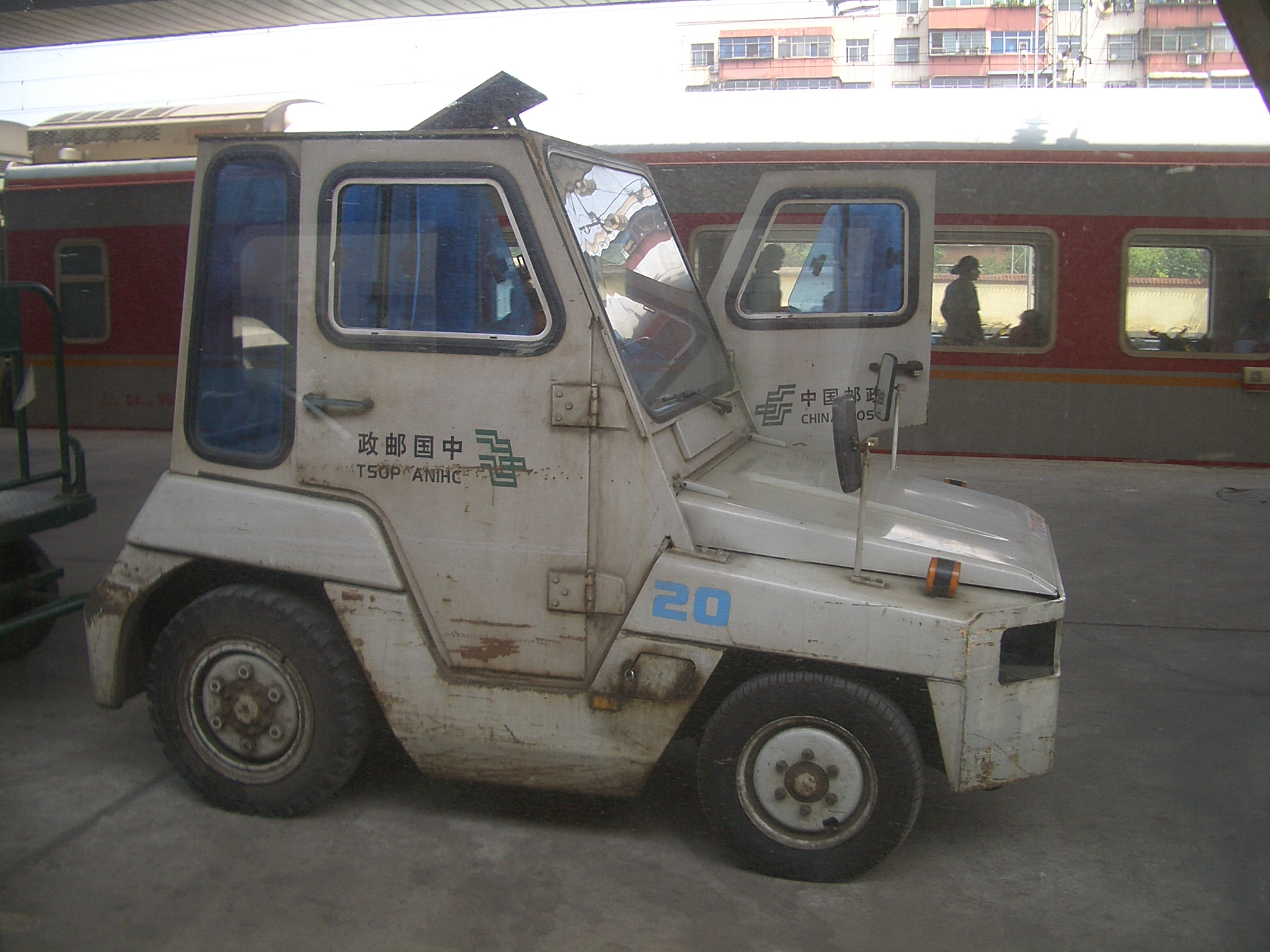
Текст на машинах Почты Китая (как китайский, так и английский!) с обеих сторон идёт от капота к дверям, слева направо на левой стороне машины и справа налево на правой стороне.

С распространением горизонтального текста оба типа письма стали сосуществовать. Сторонники горизонтального письма аргументировали свою позицию тем, что при письме вертикально справа налево можно легко смазать написанное рукой. Кроме того, чтение вертикального текста более утомительно для глаз. Сторонники вертикального текста считали горизонтальное письмо отступлением от традиций древности.
После победы коммунистической революции в 1949 году правительство КНР приняло решение о переходе на горизонтальное письмо. Все газеты Китая сменили направление письма первого января 1956 года. В книгах используется горизонтальное письмо, хотя названия книг на переплётах и заголовки некоторых газет пишутся вертикально. Таблички с названиями государственных организаций всё ещё пишутся вертикально.
В Сингапуре вертикальное письмо тоже потеряло популярность. На Тайване, в Гонконге, Макао и среди пожилых китайцев-эмигрантов горизонтальное письмо становилось всё популярнее с 1990-х. К началу 2000-х, большинство газет в указанных странах и обществах поменяли направление текста на горизонтальное (слева направо), либо полностью, либо только в заголовках (текст при этом вертикальный).
В 2011 году официальные документы на китайском языке пишутся вертикально только на Тайване.

### Япония
Горизонтальное письмо пришло в Японию в период Мэйдзи, когда японцы начали печатать словари европейских языков. Вначале книги печатались на смеси горизонтального европейского и вертикального японского текста, что предполагало постоянное вращение книги на 90° при чтении. Эта система была громоздкой, идея горизонтального письма постепенно принималась. Одна из первых публикаций, частично использовавших «ёкогаки» — Карманный иллюстрированный немецко-японский словарь (яп. 袖珍挿図独和辞書 сю:тинсо:дзу докува дзисё), опубликованный в 1885 году.
В начале перехода на горизонтальное письмо в период Мэйдзи в Японии недолго существовала форма миги ёкогаки (яп. 右横書き, дословно «правое горизонтальное письмо»), в котором знаки шли справа налево. Сегодня стандартом является хидари ёкогаки (яп. 左横書き, «левое горизонтальное письмо»). Миги ёкогаки была похожа на письмо по-арабски, в котором строка кончалась слева. Возможно, это была попытка адаптации традиционного написания строк справа налево, однако широкого распространения она так и не получила.

### Корея

Хунмин чоным печатается вертикально справа налево. Там используется ханча и мелкий хангыль для указания чтения иероглифов.

Традиционные корейские тексты записывались вертикально справа налево. В 1980-е модным стало горизонтальное письмо слева направо.
В 1988 году Ханкёре стала первой корейскоязычной газетой, в которой использовалось горизонтальное письмо. Спустя несколько лет все крупные газеты стали печататься так же.

## Использование

### По странам и языкам

#### Упрощённый китайский

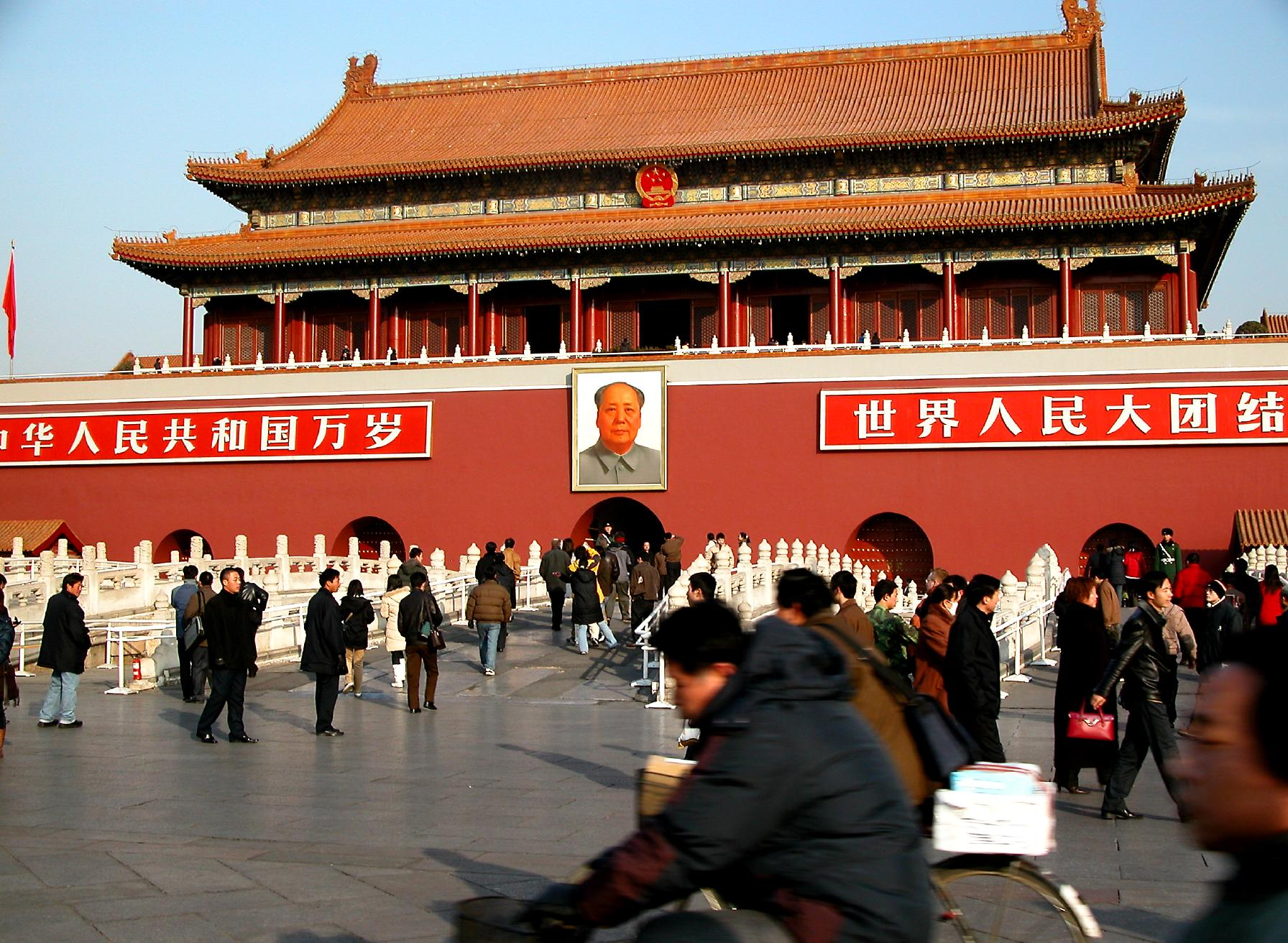
Лозунги на площади Тяньаньмэнь («Да здравствует Китайская Народная Республика!» и «Да здравствует дружба народов мира!») написаны упрощёнными китайскими иероглифами слева направо.

В КНР после проведения реформы и принятия упрощённых форм иероглифов вертикальное письмо встречается очень редко, большинство книг печатают горизонтально слева направо, исключения — двуязычные словари и книги с арабским письмом, где китайский текст, написанный справа налево, может служить единству оформления. Написание справа налево встречается на правой стороне туристских автобусов и служебного транспорта, так как традиция предписывает помещать текст по направлению от капота к багажнику.
Вертикальный текст используется для создания традиционной атмосферы, например, в логотипах и на обложках книг; в работах по классической китайской литературе. Также вертикально записывается текст на узких знаках, например, табличках с названием школы, офиса полиции или государственных учреждений. Каллиграфия записывается только вертикально, вне зависимости от типа иероглифов. Вертикально может быть написано личное письмо или контактная информация на визитной карточке.

#### Японский и традиционный китайский
В странах, где используются традиционные формы иероглифов — Японии, Гонконге, Макао и Тайване — используется как вертикальный, так и горизонтальный текст. Полные формы иероглифов встречаются и в КНР: в книгах по древнекитайской литературе и на вывесках; в этих случаях также используется как вертикальное, так и горизонтальное письмо.

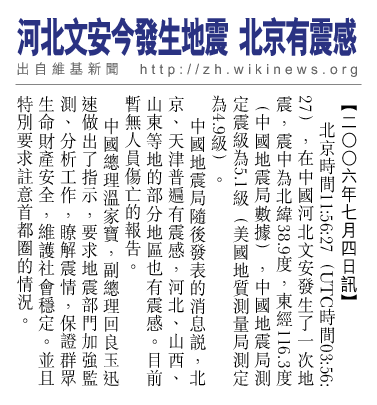
Пример газеты, напечатанной вертикально традиционными иероглифами, с горизонтальным заголовком слева направо. Обратите внимание на поворот латинского текста и арабских цифр.

Вертикальное письмо обычно используется при печати художественной литературы, газет, манги и так далее. Названия книг на переплётах делаются только вертикально. Некоторые газеты печатают текст статей вертикально, а заголовки — горизонтально. Ноты для некоторых японских музыкальных инструментов (например, сякухати) записываются вертикально.
Научные тексты и учебники записываются горизонтально. Книги, в которых европейские языки используются параллельно с японским, могут быть напечатаны как вертикально, так и горизонтально. Компьютерные тексты обычно печатаются горизонтально.
Визитки (яп. 名刺 мэйси) часто печатают по-японски, вертикально с одной стороны и по-английски, горизонтально — с другой. На открытках и в письмах используются оба направления, но чем формальнее письмо, тем более вероятно, что его напишут вертикально. Адрес на конвертах обычно пишется вертикально: адрес отправителя справа, адрес получателя в центре.

#### Корейский
В Корее вертикальное письмо используется редко. Обычное направление письма — слева направо горизонтально. Вертикально пишутся только тексты, расположенные на узких поверхностях, в частности, названия книг на переплётах. При локализации на корейский западных фильмов корейские субтитры иногда располагаются в правой стороне экрана вертикально.
Литературный стандарт Южной Кореи (кор. 표준어?, 標準語?) предписывает использование разных знаков пунктуации для разных направлений письма. Западная пунктуация используется в горизонтальном тексте, а иероглифическая — в вертикальном. Иногда западная пунктуация встречается и в вертикальном тексте.

#### Вьетнамский
В современном Вьетнаме вертикальное письмо используется редко. Вьетнамский язык с 1910 года в официальных документах и с 1945 года во всех других сферах использования не записывается иероглифами (тьы-ном), а пишется латиницей «куок нгы». Исторически вертикальное письмо использовалось только для тьы-ном и китайских иероглифов (тьы-ньо). До исчезновения тьы-ном и тьы-ньо записывались горизонтально в обоих направлениях.
В орфографической системе тьы-нома и тьы-ньо не было символов пунктуации.

#### Монгольский
Письменность старомонгольского языка и её потомки, в том числе маньчжурское письмо, а также монгольское квадратное письмо пишутся только вертикально слева направо. Иностранный текст, написанный алфавитом, разворачивается на 90°.

### По видам искусства

#### Каллиграфия
Восточноазиатская каллиграфия записывается почти исключительно вертикально.

#### Комиксы
Манга обычно печатается с вертикальным текстом. Повествование идёт справа налево, страницы листаются слева направо. Горизонтальный текст в манге может указывать на то, что персонаж говорит по-английски.
Некоторые локализаторы манги (например, Shonen Jump) сохраняют оригинальный порядок страниц, другие же отзеркаливают страницы для того, чтобы они шли так же, как в европейских книгах.

## Вертикальное письмо в компьютерах
Первые компьютеры могли поддерживать только горизонтальное письмо слева направо, причём только латиницей. Сегодня большинство текстовых редакторов всё ещё не позволяет полноценно поддерживать вертикальное письмо.
Хотя отображение вертикального текста всё ещё не получило должного распространения, операционные системы, локализованные в Восточной Азии, поддерживают его печать. Названия шрифтов для вертикального текста начинаются со знака @. Пользователи редактируют документ как горизонтальный текст, а при печати он сам сориентируется вертикально.